# Concèze
Concèze (okzitanisch Concèsac) ist eine französische Gemeinde im Département Corrèze in der Region Nouvelle-Aquitaine. Die Einwohner nennen sich Concézan(e), Mehrzahl Concézans(es).

## Geografie
Concèze liegt am westlichen Rand des Zentralmassivs. Tulle, die Präfektur des Départements, liegt ungefähr 53 Kilometer südöstlich, Brive-la-Gaillarde etwa 35 Kilometer leicht südöstlich und Saint-Yrieix-la-Perche rund 27 Kilometer nordwestlich. An der südöstlichen Gemeindegrenze verläuft das Flüsschen Ruisseau du Mayne.

### Nachbargemeinden
Nachbargemeinden von Concèze sind Beyssenac und Arnac-Pompadour im Norden, Saint-Sornin-Lavolps im Osten, Lascaux im Südosten, Chabrignac im Süden, Juillac im Südwesten sowie Saint-Cyr-les-Champagnes im Westen.

### Verkehr
Die Anschlussstelle 45 zur Autoroute A20 liegt etwa 27 Kilometer leicht nordöstlich.

## Wappen
Beschreibung: Das Wappen ist geviert. Heraldisch rechts oben und links unten in Rot und in den anderen Feldern in Hermelin.

## Bevölkerungsentwicklung
| Jahr      | 1962 | 1968 | 1975 | 1982 | 1990 | 1999 | 2009 | 2017 |
| Einwohner | 472  | 418  | 403  | 369  | 362  | 395  | 416  | 413  |

## Sehenswürdigkeiten
- Die Kirche Saint-Julien de Brioude, ein Sakralbau aus dem 12., 13. und 15. Jahrhundert, ist seit dem 1. September 1922 als Monument historique klassifiziert[1].